# Château de Wildenstein (France)
Pour les articles homonymes, voir Wildenstein (homonymie).
Le château de Wildenstein également appelé château du Schlossberg est un château en ruine, situé dans la commune française de Kruth dans le département du Haut-Rhin en région Alsace.

## Historique
La position du château au sommet d'une moraine glaciaire dominant la route du col d'Oderen vers la Lorraine en fait un excellent point de surveillance.
Le château de Wildenstein est mentionné pour la première fois en 1312 comme propriété du comte de Ferrette, Ulrich III. Il promit à son rival, l'abbé de Murbach, de ne pas construire de châteaux sur le territoire de l'abbaye, à condition que Pierre de Bollwiller ait les mains libres à Wildenstein. Il fut donné comme fief à Pierre de Bollwiller et resta entre les mains de sa famille jusqu'en 1536. À cette date, il était pratiquement en ruine et l'abbé de Murbach le racheta et commença à reconstruire et restaurer le château, pour mieux l'adapter à la guerre avec armes à feu. Une chapelle fut également construite à cette époque, dédiée à la Sainte Croix.
Pendant la guerre de Trente Ans, il fut pris et repris par les Suédois et les Français.
Au mois de mai 1634, durant la guerre de Trente Ans, le maréchal de La Force ordonne au colonel La Bloquerie d'aller observer le château de Wildenstein et de l'enlever. Le colonel prend avec lui quatre de ses compagnies et huit cornettes de cavalerie, et défait complètement près de Thann, 800 fantassins et 600 chevaux lorrains, avant d'attendre à Gérardmer, le reste de son régiment. Dès qu'il a réuni toutes ses forces, il investit Wildenstein le 15 juin. L'attaque de ce château, défendu par 500 hommes et situé sur des rochers élevés, présentait de grandes difficultés. Une partie des défenseurs de ce nid d'aigle s'était logée dans les anfractuosités de la montagne avec des arquebuses à croc et rendait les approches excessivement périlleuses. Ce ne fut qu'au bout de trois semaines que La Bloquerie parvint à les débusquer et à commencer le siège du château. Celui-ci capitula le 5 août.
Il a été détruit par les Suédois en 1644 et à partir de la fin du XVIIe siècle, il a été utilisé comme carrière de matériaux de construction pour les villages voisins, y compris l'église d'Oderen.

## Description
Le château occupe tout le sommet d'un éperon rocheux, appelé « Schlossberg », à 666 m d'altitude. Le rocher a été percé d'un tunnel pour donner accès à la cour inférieure, agrandie artificiellement au XVIe siècle. Peu de choses du château sont visibles aujourd'hui, à part des traces de tours rondes, des portions de mur de faible hauteur et des escaliers creusés dans la roche pour atteindre la terrasse supérieure. Des fouilles archéologiques et des travaux de préservation ont été effectués en 1995. Un plan publié par l'abbé Gilles Sifferlen, dans son ouvrage sur la vallée de Saint-Amarin, montre la disposition des bâtiments, mais sur place il est très difficile de les retrouver. Le seul mur bien conservé est un mur de soutènement à l'est de la cour inférieure.

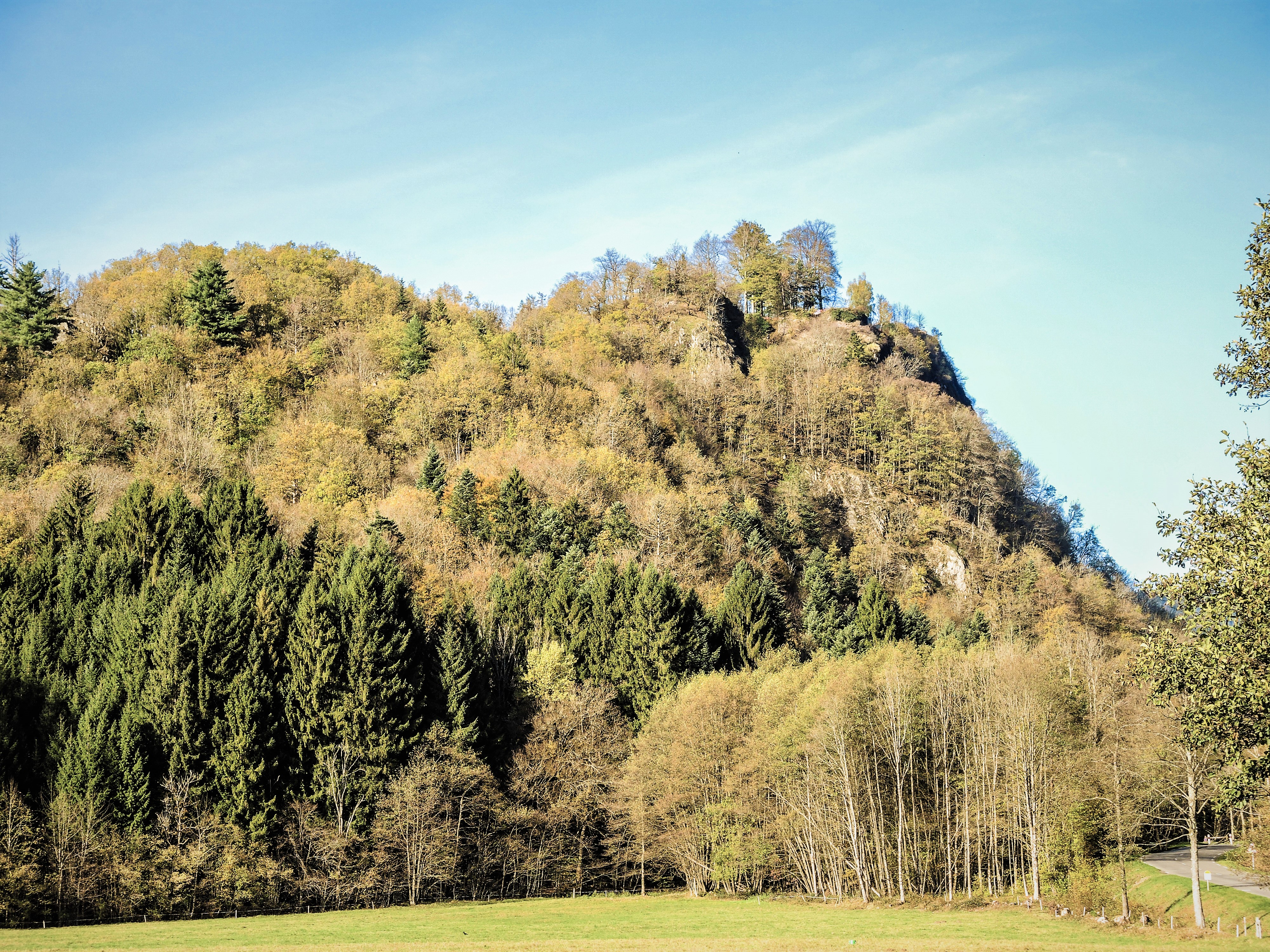
Colline du Schlossberg, vue de la route vers Kruth.
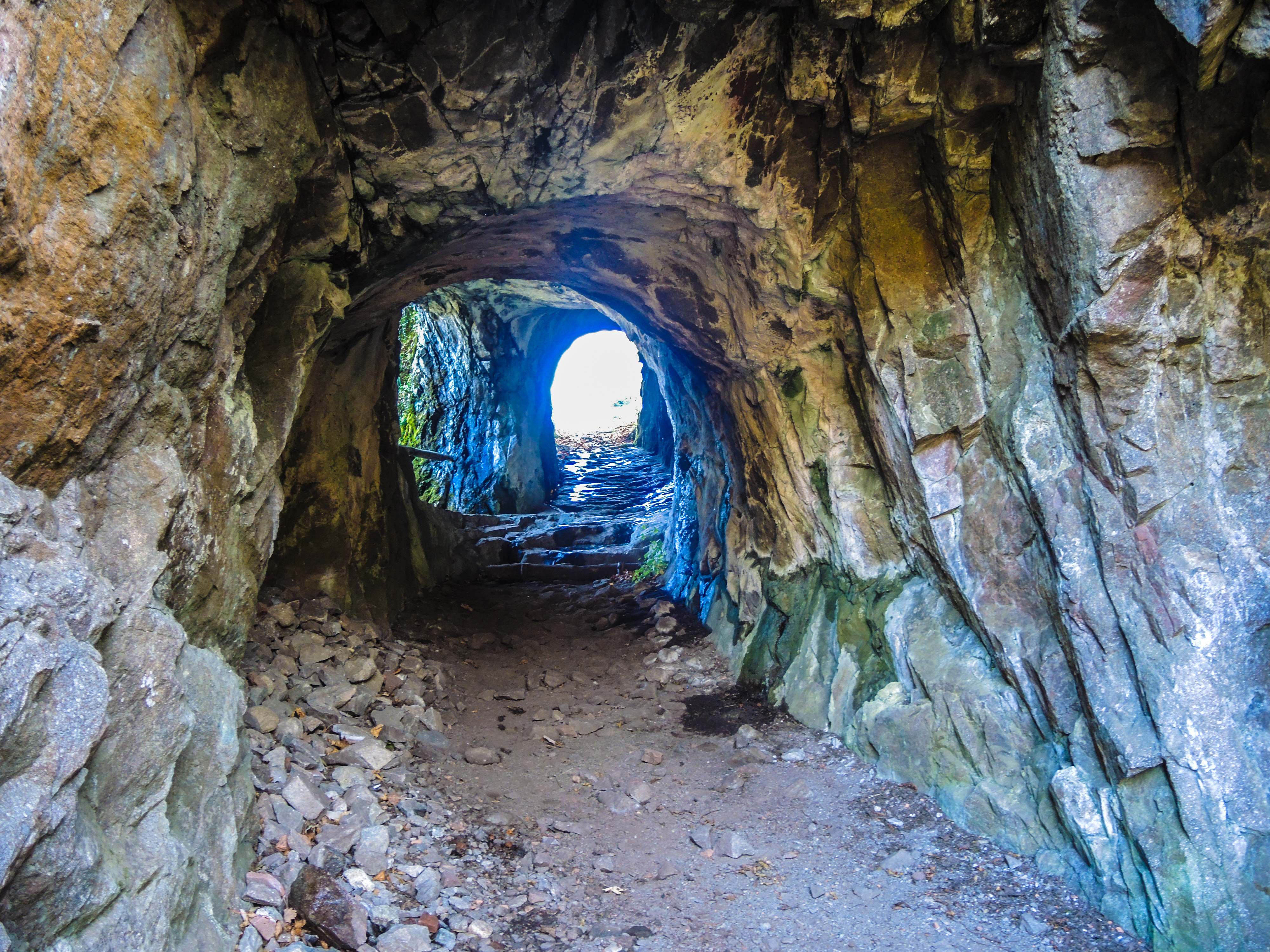
Tunnel d'entrée dans le château.
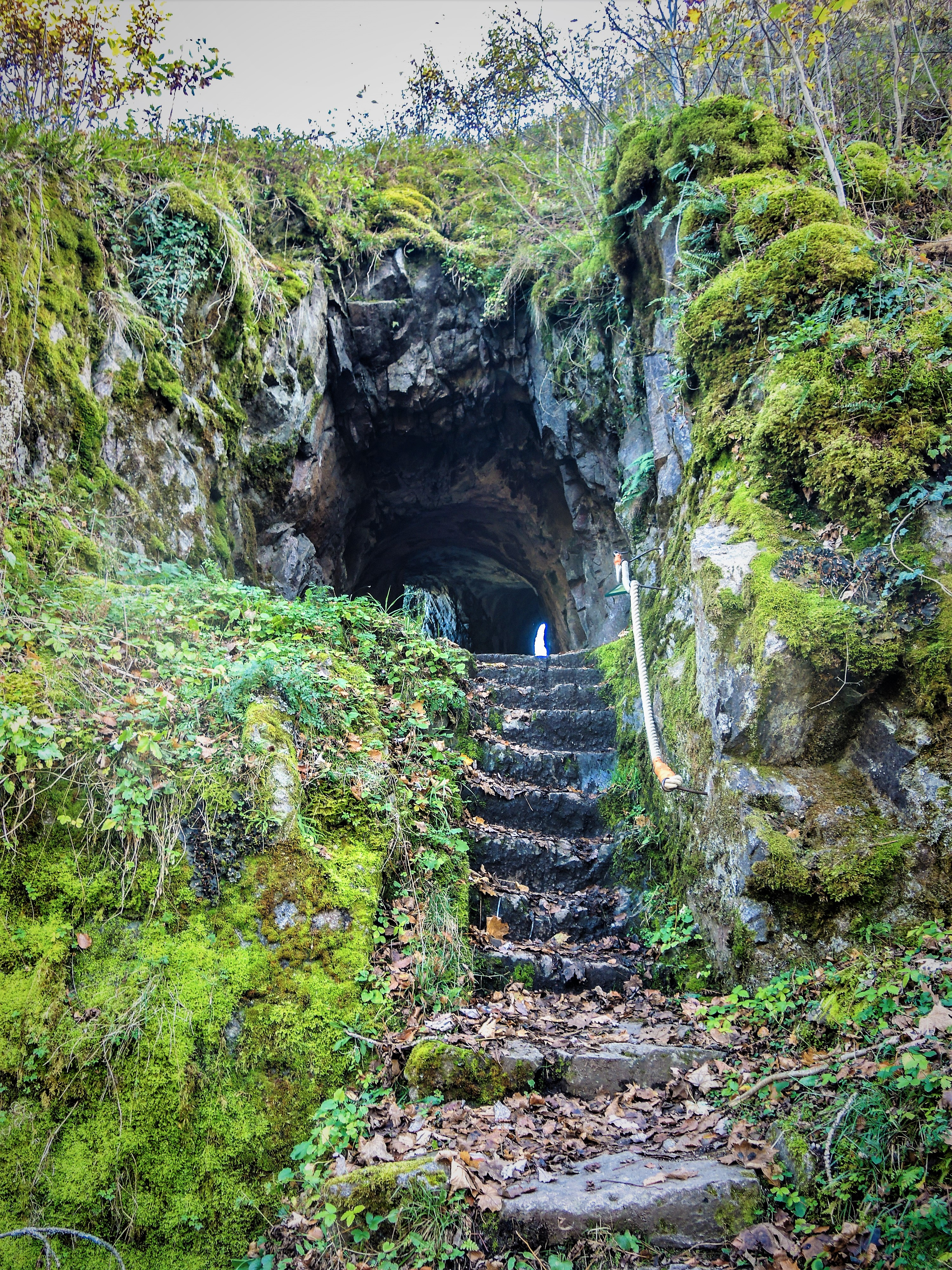
Entrée du château, vue de la barbacane.

### Sources
- Château fort de Wildenstein sur pop.culture.gouv.fr